# ATC code D02
ATC code D02 مرطوب‌کننده و محافظت‌کننده‌های پوست زیرگروهی درمانی از سیستم طبقه‌بندی شیمیایی درمانی آناتومیک است. این سیستمِ متشکل از کدهای حرفی‌عددی را سازمان جهانی بهداشت برای طبقه‌بندی داروها و سایر تولیدات پزشکی ایجاد کرده است. زیرگروه D02 جزوی از گروه آناتومیک D مرتبط به پوست و ضمائم است.

کدهای مورد استفاده در دامپزشکی (کدهای ATCvet) را می‌توان با گذاشتن حرف Q جلو کدهای انسانی ATC ایجاد کرد: مثلاً QD02. 
ممکن است نسخه‌های ملی از طبقه‌بندی ATC حاوی کدهای اضافه‌ای باشند که در این فهرست (نسخهٔ سازمان جهانی بهداشت) نیامده باشند.

## D02A مرطوب‌کننده‌ها و محافظت‌کننده‌های پوست

### D02AE محصولاتاوره‌دار
D02AE01 Carbamide
D02AE51 Carbamide, combinations

## D02B محافظت‌کننده‌های پوست در برابرفرابنفش

### D02BA Protectives against UV-radiation for topical use
D02BA01 Aminobenzoic acid
D02BA02 اکتیل متوکسی‌سینامات

### D02BB Protectives against UV-radiation for systemic use
D02BB01 بتاکاروتن
D02BB02 Afamelanotide